# Ficus calimana
Ficus calimana är en mullbärsväxtart som beskrevs av Armando Dugand. Ficus calimana ingår i släktet fikonsläktet, och familjen mullbärsväxter. Inga underarter finns listade i Catalogue of Life.